# SGI Visual Workstation

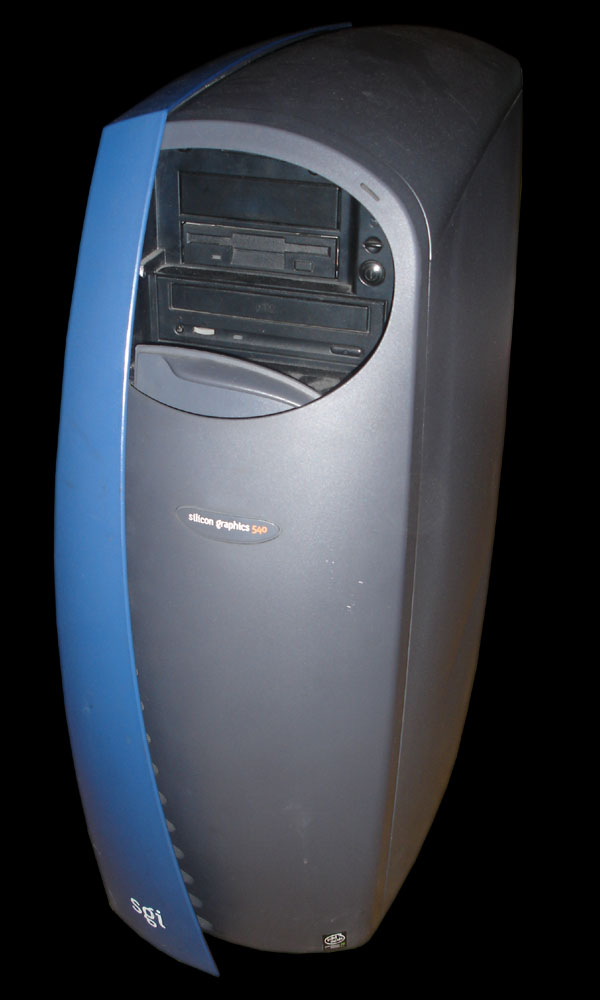
Ein SGI Visual Workstation 540

Der Visual Workstation war eine von SGI im Jahr 1999 veröffentlichte Workstation zur professionellen Grafikentwicklung. Der Visual Workstation basierte auf einem handelsüblichen Intel-Prozessor (Pentium II oder Pentium III), behielt jedoch die auch auf anderen SGI-Systemen eingesetzte grafische Firmware bei und nutzte kein BIOS; auch die Hardwarekomponenten entsprachen denen anderer SGI-Workstations.
Die Visual Workstation wurde für einen Einstiegspreis von 3395 $ verkauft und sollte so am unteren Ende des Leistungsspektrums mit handelsüblichen x86-PCs konkurrieren. Das Produkt galt als Misserfolg und wurde kurz nach seinem Erscheinen wieder eingestellt.
Es gab zwei Versionen, den Visual Workstation 320 mit zwei Slot-1-Prozessorsteckplätzen und den Visual Workstation 540 mit vier Slot 2-Prozessorsteckplätzen. Die anderen Spezifikationen waren bei beiden Systemen gleich (128 MB Arbeitsspeicher aufrüstbar auf bis zu 1 GB, SGI Cobalt-Grafikprozessor, QLogic 1080/1280 SCSI-Hostcontroller, Anschlüssen für Composite Video/S-Video, FireWire, USB, Ethernet, Parallel/Seriell, Audio).
Als Betriebssystem war Windows NT 4.0 Workstation vorinstalliert, welches auf Windows 2000 aktualisiert werden konnte. Aufgrund der Architektur des Visual Workstation war eine speziell angepasste HAL notwendig. Linux unterstützte die Visual Workstation bis 2014.